# Hoenderloo

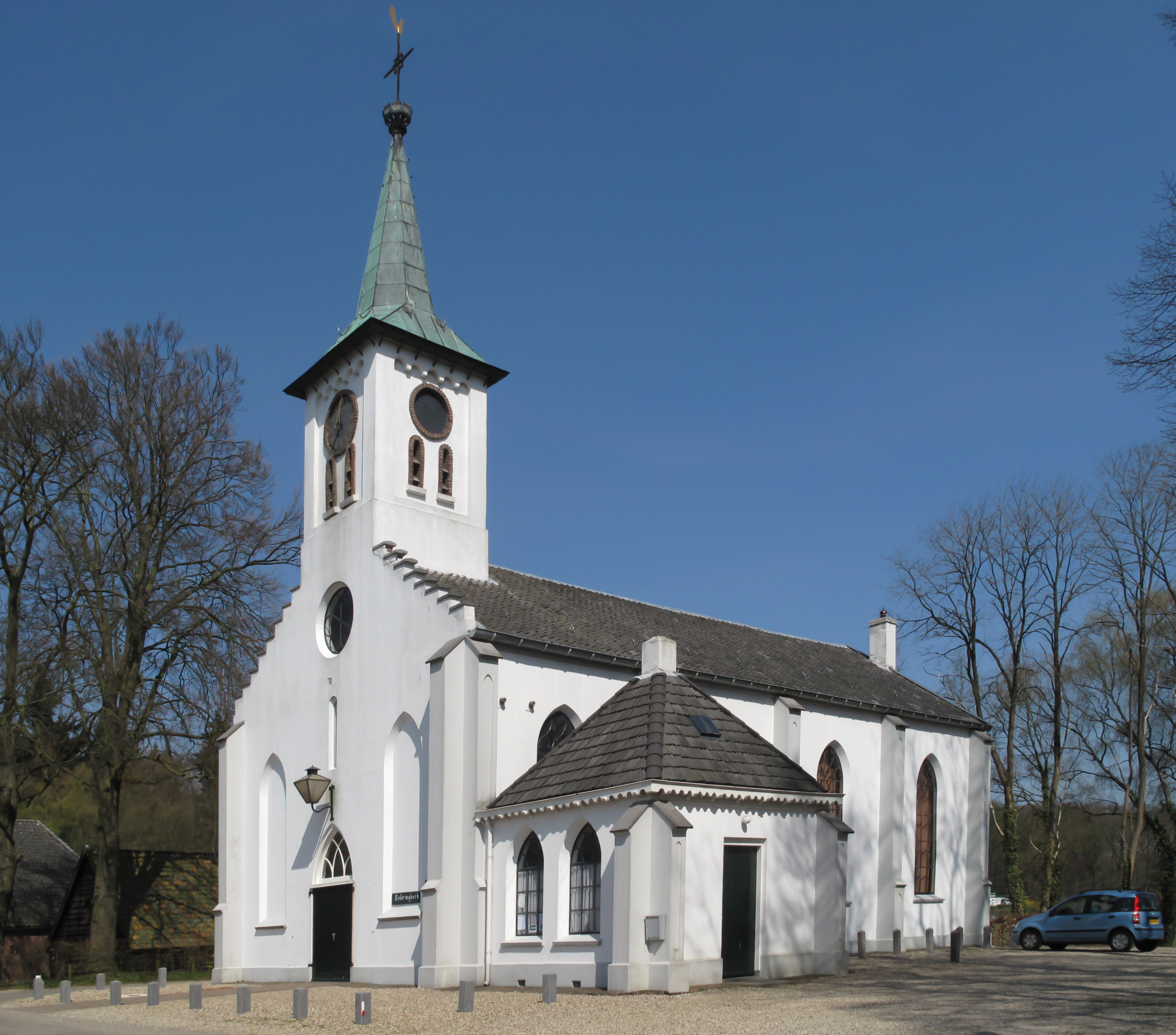
Hoenderloo, Kirche: Heldringkerk

Hoenderloo ist ein Ort in den Niederlanden. Er liegt im Südwesten der Stadt Apeldoorn in der Provinz Gelderland. Der größte Teil des Ortes gehört zur Gemeinde Apeldoorn, ein kleiner Teil gehört zur Gemeinde Ede, darunter die Bauerschaft Hoog Baarlo. Hoenderloo hat 1.460 Einwohner (Stand: 1. Januar 2024).
Das Dorf liegt im südlichen Teil der Veluwe am europäischen Fernwanderweg E11 in der Nähe des Nationalparks de Hoge Veluwe und des Deelerwoud. Hauptwirtschaftszweig ist der Tourismus, es gibt Campingplätze, Erholungsparks, Restaurants, Hotels und Einkaufspassagen. Hoenderloo hat zwei Autobahnzufahrten am Rijksweg 1 und am Rijksweg 50.

## Geschichte
Hoenderloo entstand um die Mitte des 19. Jahrhunderts aus einer kleinen Anzahl versprengter Katen. Zu dieser Zeit bestand die Landschaft aus Heide und Sanddünen. Der Erweckungsprediger Ottho Gerhard Heldring entdeckte die Gegend und ließ in Hoenderloo einen Brunnen und wenig später eine Schule bauen. Einige Jahre später finanzierte er auch den Bau einer Kirche.
Um 1850 entstand hier, teils auch mit Hilfe Heldrings, ein Heim für schwer erziehbare Kinder und Jugendliche, als erstes einer Reihe von Heimen, der heutigen Hoenderloo Groep.

## Söhne und Töchter des Ortes
- Bé Ruys (1917–2014), Pastorin

## Kurioses
- Als die niederländische Fußballnationalmannschaft während der EM 2000 in Hoenderloo ihr EM-Quartier aufschlug, nannte sich die Gemeinde zeitweilig Oranjeloo. Auch im Vorfeld der EM 2008 und der WM 2010 bezog die Oranje Elftal hier ein Trainingslager.